# Comuna Krasnopillea, Korop
Krasnopillea (în ucraineană Краснопілля) este o comună în raionul Korop, regiunea Cernihiv, Ucraina, formată din satele Cervonîi Ranok și Krasnopillea (reședința).

## Demografie
Componența lingvistică a comunei Krasnopillea
     Ucraineană (99,02%)
     Alte limbi (0,98%)
Conform recensământului din 2001, majoritatea populației comunei Krasnopillea era vorbitoare de ucraineană (99,02%), existând în minoritate și vorbitori de alte limbi.